# Психосинтез
Психосинтез (італ. Psicosintesi, англ. Psychosynthesis) – метод психотерапії, що виник на основі концепції самореалізації особистості, яку розробив італійський психіатр та психолог Роберто Ассаджолі на початку XX століття.
Р. Ассаджіолі вважав, що в залежності від сфери застосування психосинтез може стати методом психологічного розвитку та самореалізації, методом комплексного виховання, методом лікування психосоматичних захворювань, психічних розладів та відхилень, зокрема психозів. Сьогодні психосинтез застосовують в практичній психології, медицині та педагогіці, а також в управлінні бізнесом, мистецтві та спорті.
Психосинтез належить до психотерапевтичних модальностей, які визнаються Європейською асоціацією психотерапії.

## Виникнення психосинтезу
З. Фрейд вважав, що психосинтез – це автоматичний та неминучий процес віднайдення єдності та гармонізації психічного життя невротика як наслідок психоаналізу. На думку З. Фрейда, синтезуюча функція Я полягає у відновленні стану, який передував психічному розщепленню (дисоціації) пацієнта внаслідок психологічної травми.  
Одним з основних своїх послідовників в Італії З. Фрейд вважав Р. Ассаджіолі. Однак, у 1911 році на Міжнародному філософському конгресі в Болоньї Р. Ассаджіолі висловив незгоду з деякими положеннями З. Фрейда про несвідоме і започаткував відмінний від психоаналізу напрям і метод психотерапії, який назвав психосинтезом. За рік до того він захистив докторську дисертацію з психоаналізу під назвою «Критичне дослідження психоаналізу». 
К. Юнг міг назвати власний психотерапевтичний метод психосинтезом, однак після 1923 року він більше не вживав поняття «психосинтез» в своїх публікаціях. У листуванні з З. Фрейдом в 1909 році К. Юнг зауважував, що психосинтез повинен створювати майбутнє, керуючись тими ж законами, що й психоаналіз. Він вважав, що метод психосинтезу не стосується усвідомлення травматичного досвіду, а пов’язаний з цілеспрямованим розвитком особистості, яка матиме здатність успішно адаптуватись до соціального життя, реалізовуючи свої бажання та потяги, що були виявлені завдяки психоаналізу. Саме К. Юнг допускав, що психоаналіз «розкладає» особистість на елементи, а психосинтез може «поєднати» ці елементи як «транцендентна функція».
Р. Ассаджіолі розробив концепцію психосинтезу задовго до розколу між К. Юнгом та З. Фрейдом, а потім вона стала спробою «примирення» їхніх розбіжних поглядів на динамічну природу несвідомого. Але поступово психосинтез став проміжною ланкою між психоаналізом, гуманістичною та трансперсональною психологією, намагаючись дослідити природу здорової особистості, проблеми свободи вибору, самовизначення та самореалізації. 
У 1927 році Р. Ассаджіолі вперше представив психосинтез як метод в англомовній статті «Новий метод лікування – психосинтез», яку надрукував після конференції в Римі, де за рік до того відкрив Інститут психосинтезу. Згодом Р. Ассаджіолі розвинув психосинтез як міждисциплінарну концепцію, що поєднує різні напрями психотерапії та освітні підходи. В подальшому він науково обґрунтовував психосинтез як комплекс теорій та практичних методів, що становлять окрему дисципліну, яка покликана досліджувати людське існування в єдності усіх його рівнів: тілесного, емоційного, ментального, особистісного та духовного.

## Структурна модель психіки
Р. Ассаджіолі виділив 7 основних компонентів в структурі людської психіки.
1. Нижче несвідоме
2. Середнє несвідоме (підсвідомість)

Яйцеподібна модель структури людської психіки за Р. Ассаджіолі

3. Вище несвідоме або надсвідоме (суперсвідомість)
4. Поле свідомості
5. Свідоме Я (особистісне Я, Его)
6. Вище Я (надсвідоме Я, трансперсональне Я, Самість)
7. Колективне несвідоме

### Яйцеподібна модель структури людської психіки за Р. Ассаджіолі
1. Нижче несвідоме включає весь зміст несвідомого, який описали З. Фрейд та К. Юнг, однак до нього входять нові компоненти. До нижчого несвідомого належать:
- найпростіші форми психічної діяльності, які регулюють тілесні зміни, зокрема фізіологічні процеси, органічні, статичні та кінестетичні відчуття;
- основні потяги, інстинктивні спонукання, потреби;
- різноманітні несвідомі комплекси, що мають сильний емоційний заряд;
- образи сновидінь, кошмарні сновидіння;
- емоційно забарвлені спогади відносно далекого і близького минулого;
- витіснений зі свідомості спадковий та набутий досвід;
- нижчі неконтрольовані парапсихічні процеси;
- деякі патологічні явища (фобії, манії, нав'язливі ідеї і бажання, параноїдальні галюцінації).

Елементами нижчого несвідомого Р. Ассаджіолі вважав також фантазми та парапсихічні процеси.
2. У середньому несвідомому Р. Ассаджіолі виділив такі психічні явища:
- підсвідомий аналіз того, що здійснюється або може здійснюватись «тут і тепер»;
- засвоєння індивідуального досвіду особистості, починаючи від народження;
- неусвідомлювані розумові операції та уявлення щодо вирішення повсякденних життєвих і практичних завдань тощо.

Отже, у середньому несвідомому (у підсвідомості) зароджуються, розвиваються та дозрівають процеси і результати буденного мислення та уяви, які зберігаються у ньому як оперативна пам'ять, автоматичні навички, динамічні стереотипи тощо.
3. У вищому несвідомому зароджуються вищі форми інтуїції та натхнення – процеси художньої, наукової, філософської та поетичної творчості. Тут знаходиться джерело таланту, гуманістичних, альтруїстичних і героїчних спонукань. Воно називається вищим, бо його зміст виходить за межі особистісного досвіду, який накопичується в процесі життєдіяльності (в середньому несвідомому). Завдяки цій частині психічного можуть виникати стани просвітлення й екстазу. Іноді цей компонент психічного називають надсвідомим чи суперсвідомістю.
4. Поле свідомості – це потік об'єктів сприймання, мислення, згадування, емоційного переживання тощо, які усвідомлюються суб’єктом. Саме в цьому полі можна усвідомити власне психічні процеси і стани (відчуття, сприймання, уявлення, думки, почуття, наміри і цілі). Тобто, поле свідомості – це обмежений зміст того, що людина може усвідомити в конкретних просторово-часових умовах. 
5. Свідоме Я – центр самосвідомості, який відокремлений від тіла, емоцій, бажань, думок та прийнятих рішень. Свідоме Я являє собою, за словами Р. Ассаджіолі, точку чистої самосвідомості. Це найелементарніша частинка, що далі не розкладається. Якщо поле свідомості – це безперервний потік суб'єктивних переживань, а його зміст непостійний та мінливий, то Я – це стійка і відносно цього поля незмінна сутність особистості. Свідоме Я є проєкцією Вищого Я і має дві функції – усвідомлення та волю. 
6. Вище Я. Р. Ассаджіолі наголошував, що Я – це не тільки центр в полі свідомості, який занурений у його потік, але й те, що здатне іноді зникати з цього поля (під час сну, у стані сонливості, непритомності, внаслідок дії психоделіків, у стані глибокого гіпнозу).Опритомнівши чи прокинувшись, Я з'являється знову, але невідомо звідки і в який спосіб. З огляду на ці явища Р. Ассаджіолі зробив висновок про те, що в надсвідомому існує постійний центр, куди може «піти» наше Я з поля свідомості, а потім «повернутись» у нього. 
Свідоме Я усвідомлює себе як окремого індивіда, відчуває самотність та відчуженість. Вище Я переживається як свобода, розширення власних меж, взаємодія з іншими Я та з реальністю. Воно одночасно є індивідуальністю та частиною цілого, універсального. Не існує двох Я: воно одне і проявляється на різних рівнях самоусвідомлення – свідомому та надсвідомому.
7. Колективне несвідоме. Психічне середовище, що оточує особистість, Р. Ассаджіолі назвав «колективним несвідомим», запозичивши цей термін у К. Юнга. До нього належать примітивні архаїчні структури та вища діяльність надсвідомого характеру.
Колективне несвідоме зображено у вигляді овалу, який розмежовує внутрішній світ особистості від навколишнього середовища своєрідною «мембраною». Р. Ассаджіолі, пояснюючи його роль, підібрав саме термін «мембрана», через яку, подібно до клітинної мембрани, забезпечується постійний активний обмін між організмом та клітиною. В даному порівнянні мова йде про соціальний організм, а під клітиною мається на увазі особистість. Процеси обміну між особистістю і соціальним середовищем він назвав «психічним осмосом».

## Функціональна модель психіки

«Зіркова» модель психіки за Р. Ассаджіолі

1. Відчуття
2. Емоції-почуття
3. Імпульси-бажання
4. Уява
5. Мислення
6. Інтуїція
7. Воля
8. Свідоме Я

### «Зіркова» модель психіки за Р. Ассаджіолі
Функціональна модель психіки відображає свідоме Я та психічні процеси: відчуття, емоції-почуття, імпульси-бажання, уяву, мислення, інтуїцію та волю. Воля залишається центральним механізмом свідомого Я, який координує та інтегрує всі інші шість процесів, які Р. Ассаджіолі розумів як канали зв’язку між внутрішньопсихічною реальністю та явищами світу. Він наголошував, що психосинтез в освіті потрібно спрямувати на розвиток усіх психічних функцій у збалансованих пропорціях, оскільки об’єктивно «зірка» ніколи не має однакових за розміром кутів та відрізків за довжиною: у конкретної людини вона має викривлену форму, коли один процес може переважати над іншим. Наприклад, коли уява краще розвинена за мислення, то людина більше схиляється до мрій, ніж до раціонального осмислення майбутнього. Коли негативні почуття переважають над уявою, людині важко прогнозувати бажані емоції та стани, які вона буде переживати як результат досягнення мети.
Є. Кучеренко називає цю модель інструментальною, оскільки в психотерапії названі шість процесів є «інструментами вираження Я» внаслідок розототожнення, коли клієнт спершу спостерігає за образами власних відчуттів, емоцій, мислення і згодом може змінити їх перебіг завдяки здатності до волі.

## Опис методу
Основна мета психосинтезу – осмислено об’єднати та гармонізувати психічне життя людини навколо стабільного центру її особистості – Я. Р. Ассаджіолі вважав, що прагнення до внутрішньої інтеграції не є вихідним станом психічного і цілісніть особистості варто досягати цілеспрямовано – шляхом гармонізації протилежних тенденцій, тобто за допомогою психосинтезу. Я як центр психічного, що здатний до усвідомлення та волі, завжди намагається контролювати та узгоджувати взаємодію між різними протилежностями, які постійно конфліктують між собою. Особливе значення надається гармонізації субособистостей – напівавтономних частин особистості, які, організувавшись навколо незадоволеної потреби, прагнуть до незалежного самовираження, що супроводжується певними тілесними відчуттями, мовленнєвими звичками, відповідними емоційними станами та думками.
Процес психосинтезу включає 4 етапи, послідовність реалізації яких є умовною:
1. Глибоке самопізнання, усвідомлення пацієнтом різних частин своєї особистості, дослідження їх прихованого змісту в нижчому несвідомому. На цьому етапі Р. Ассаджіолі радить застосовувати техніки психоаналізу. Також він рекомендує дослідити елементи середнього та вищого несвідомого, щоб відкрити потенційні можливості, які часто пригнічені страхом та упередженнями. Таким чином пацієнт відкриває джерело психічної енергії внаслідок її вивільнення зі сфери несвідомого.
2. Здійснення контролю над різними частинами особистості. Цей етап спрямований на розвиток у пацієнта навичок розототожнення з психічним змістом, на утвердження власного Я як активного спостерігача, особливо в процесі свідомого «приборкання» сильних емоцій, бажань та звичок за допомогою волі. На цьому етапі Р. Ассаджіолі рекомендує розкладати шкідливі уявлення і комплекси на складові частини та управляти й використовувати енергією, яка вивільняється внаслідок такого розкладання. Цей процес здійснюється за допомогою опредметнення, критичного аналізу та розпізнавання комплексів і фантазій в повсякденні. Між ними та свідомим Я утворюється «психологічна дистанція», що дозволяє здійснювати глибоке пізнання причин домінування окремих елементів особистості та контролювати їх.
3. Реалізація справжнього Я, осягнення або вибір об’єднуючого центру – ідеальної моделі самореалізації. Р. Ассаджіолі наголошував, що теоретично осягнути Я можливо за рахунок розширення свідомості, коли особистісне (свідоме) Я поєднується з Вищим (надсвідомим) Я. Інколи цей процес відбувається стихійно або залишається недосяжним. Тоді пацієнт обирає зовнішній об’єднуючий центр як проєкцію Вищого Я. Ця проєкція символічно постає у формі ідеалу довершеної особистості – митця, філософа, вченого, патріота, у ролі гарної матері чи батька тощо. Головною небезпекою на цьому етапі є заміщення власного Я зовнішнім центром самореалізації, коли ідеальна модель перестає бути засобом самопізнання і непомітно оволодіває свідомістю людини. Зовнішній об’єднуючий центр є лише віддзеркаленням Вищого Я, символічним об’єктом, що поєднує його з особистісним Я.
4. Власне психосинтез – формування або реконструкція особистості навколо обраного центру. На цьому етапі формується план дій, програма досягнення мети – нової особистості, ідеальна модель якої має динамічну та творчу силу. Р. Ассаджіолі наголошує, що ідеальна модель має бути реалістичною та автентичною, щоб пацієнт не переплутав її з невротичними та ідеалізованими образами, що властиво артистам та обдарованим людям. При цьому моделі можуть мати інтровертований чи екстравертований характер в залежності від типу особистості. На цьому етапі важливо постійно трансформувати психічну енергію у відповідності з поставленими завданнями, розвивати особистісні якості та тренувати психічні функції, яких не вистачає для повноти самореалізації. Також необхідно постійно координувати різні видів психічної енергії та функції з метою створення цілісно організованої особистості.
На думку українського психолога Єгора Кучеренка, навички розототожнення варто розвивати на першому етапі психосинтезу, що дозволяє клієнту усвідомити множинність його психічного життя у формі субособистостей, яка до початку психотерапії залишалась неусвідомленою. Завдяки субособистісному аналізу посилюється вольова функція Я, що дозволяє свідомо контролювати та трансформувати ці частини особистості відповідно до системи життєвих смислів та поставлених цілей. 
Лікування та психологічна допомога за допомогою психосинтезу полягає в систематичному застосуванні всіх відповідних технік згідно з планом реалізації психотерапевтичних цілей. На думку Р. Ассаджіолі, основна психологічна техніка, яка сприяє ефективності всіх інших, є активізація та розвиток волі. Психосинтетичні техніки та вправи дозволяють «обійти» раціональну частину свідомості та «видобути» несвідомий матеріал, у якому знаходяться конфліктні компоненти особистості, усвідомивши їх суперечність. При цьому пацієнт не змагається зі своїми протидіючими силами, а трансформує їхню енергію згідно з власною волею. 
У своїй фундаментальній праці «Психосинтез: принципи та техніки» (1965, англ. Psychosynthesis. A Manual of Principles and Techniques) Р. Ассаджіолі виявив методологічну схожість психосинтезу з екзистенційною психотерапією та детально описав психосинтетичні техніки з рекомендаціями щодо порядку їх застосування. Проте головним у практиці психосинтезу є не техніки, а вміння їх комбінувати в залежності від мети та завдань психотерапії на різних її етапах.

## Психосинтез в Україні
В Україні функціонує громадська організація «Українська асоціація психосинтезу та психотерапії», яка в 2019 році організувала першу в Україні науково-практичну конференцію з психосинтезу в Києві. В заході взяли участь фахівці з Данії, Польщі, Азербайджану, Росії, Ізраїлю та України. Очолює асоціацію кандидат психологічних наук, доцент Єгор Кучеренко, який першим у 2013 році організував навчально-професійний проєкт з психосинтезу для психологів, лікарів, педагогів, студентів.
Асоціація з розвитку психосинтезу в США (англ. Association for the Advancement of Psychosynthesis) визнала громадську організацію «Українська асоціація психосинтезу та психотерапії» навчальним центром, який для фахівців з психічного здоров’я здійснює дворічне професійне навчання психосинтезу.